# Netta (piosenkarka)
Netta, właśc. Neta Barzilaj, spotykany jest także zapis Neta Barzilai (hebr. ‏נטע ברזילי‎; ur. 22 stycznia 1993 w Hod ha-Szaron) – izraelska piosenkarka i gitarzystka. Zwyciężczyni 63. Konkursu Piosenki Eurowizji (2018).

## Życiorys

### Rodzina i wczesne lata
Urodziła się w Hod ha-Szaron w rodzinie sefardyjskich Żydów oraz Żydów aszkenazyjskich, jako córka Erez Barzilaj, której krewni pochodzą z okolic Maroka i Libii oraz Einata ben-Simona. Jej pradziadek, Nathan Szpisajzen, który zmienił nazwisko na Berzilai (co w języku polskim oznacza „kowal”), mieszkał w Tomaszowie Lubelskim, w 1934 wyjechał do Izraela i jest tam pochowany na miejscowym cmentarzu żydowskim. Dziadkiem Netty od strony ojca był Pinhas Berzilai, a babcią – Ilana Berzilai. Netta posiada także prawdopodobnie przodków z Wielkiej Brytanii. W wieku ok. dwóch lat wraz z rodziną przeprowadziła się do Nigerii (z powodu pracy ojca), gdzie przebywała przez cztery lata. Ma dwóch braci: Zohar Barzilai oraz Ron Barzilai, obaj są muzykami: Ron – basistą, a Zohar – perkusistą.

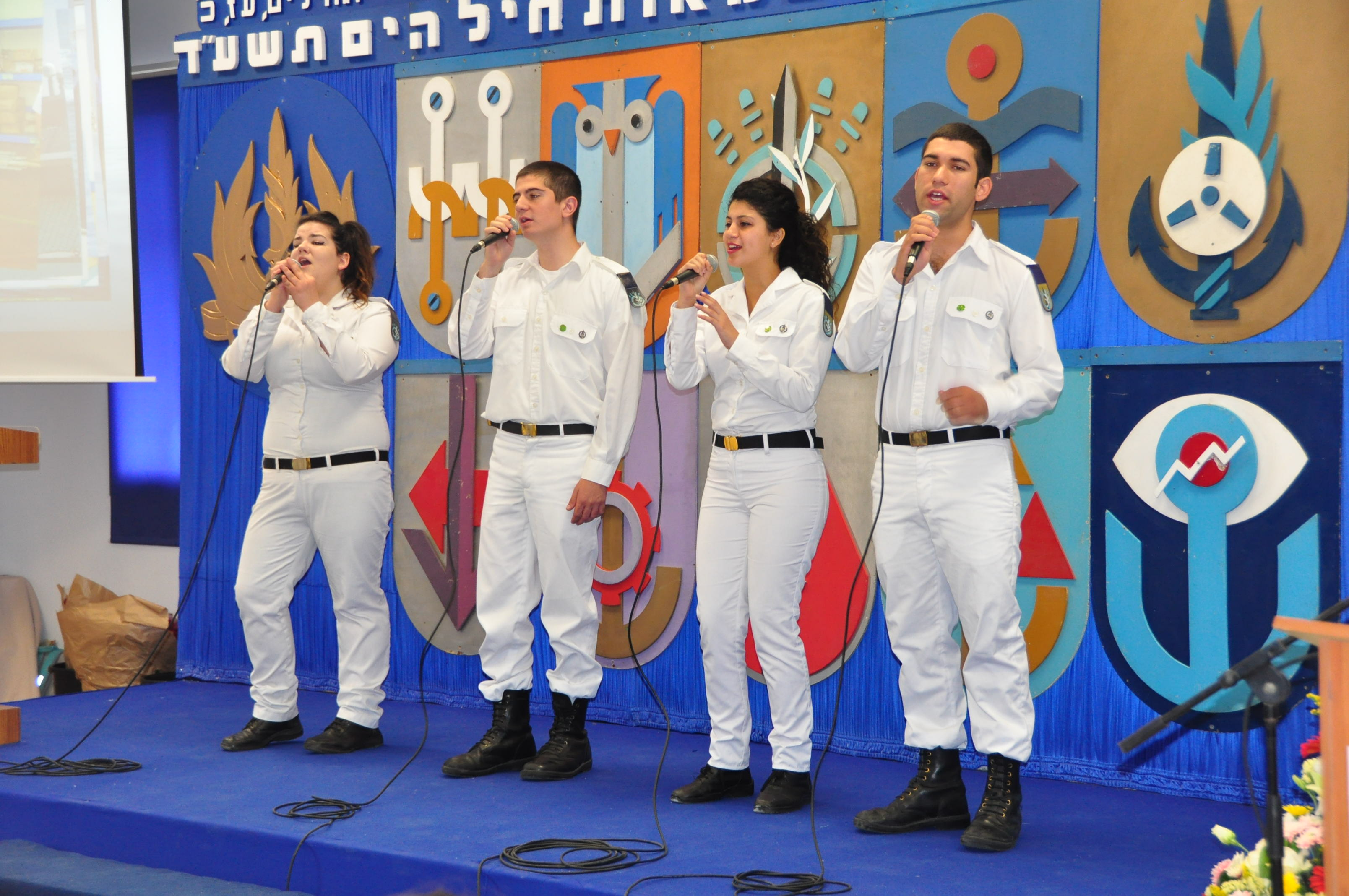
Netta z zespołem wojskowym Israeli Navy Band

W związku z obowiązkową służbą wojskową służyła w Izraelskim Korpusie Morskim. Występowała tam także w zespole wojskowym Israeli Navy Band. Uczyła się na Wydziale Elektroniki w Rimon School of Music. Przed rozpoczęciem kariery muzycznej pracowała m.in. jako kelnerka, nauczycielka w przedszkolu i opiekunka do dzieci.

### Kariera muzyczna
Karierę muzyczną rozpoczynała od występów w klubach i podczas przyjęć weselnych. W 2016 została wokalistką zespołu The Experiment, z którym koncertowała po całym kraju. Przez dwa lata śpiewała też w zespole Gaberband. 

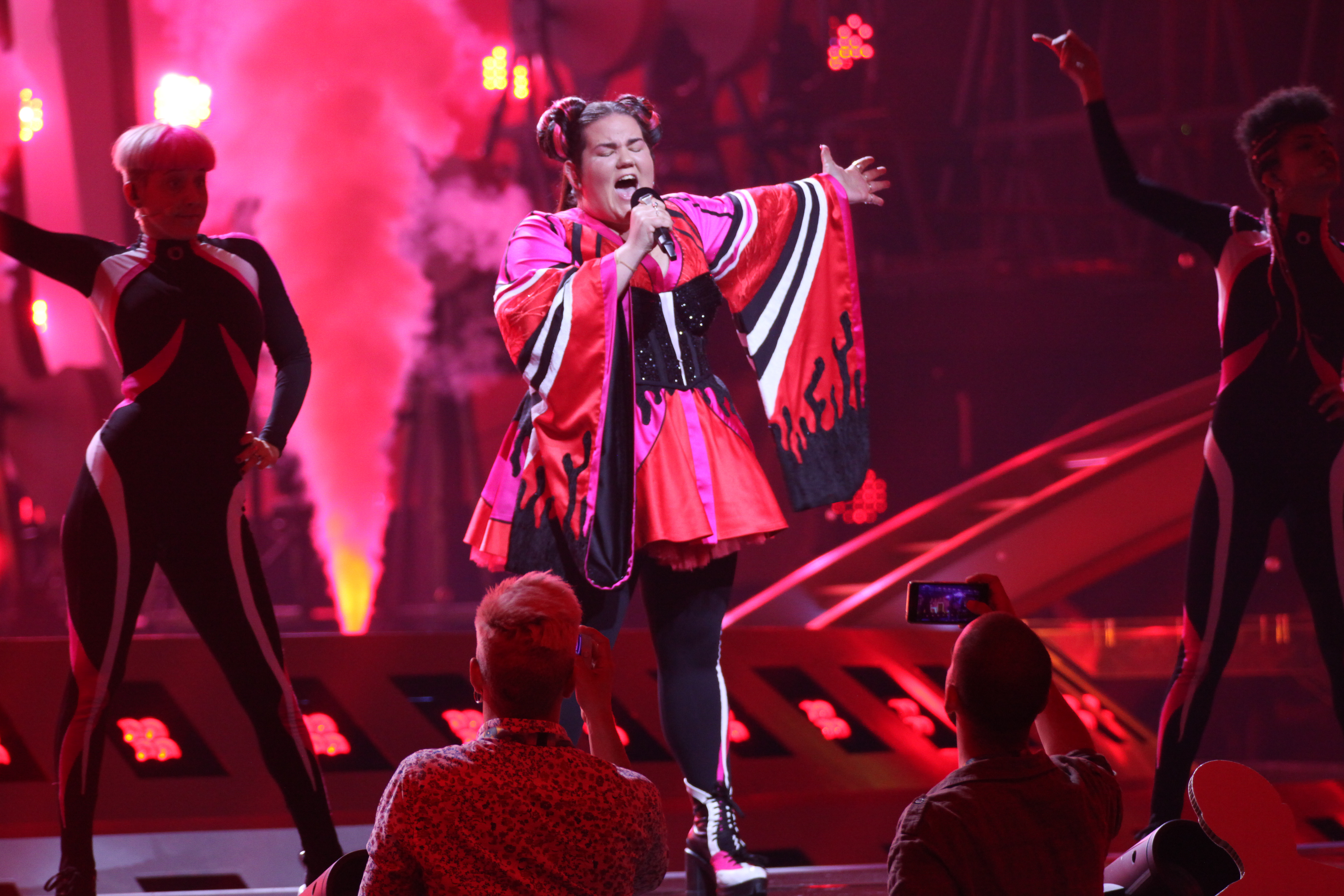
Neta Barzilaj podczas prób do występu w 63. Konkursie Piosenki Eurowizji w Lizbonie, maj 2018

Jesienią 2017 wzięła udział w przesłuchaniach do piątej edycji programu Ha-Kochaw ha-Ba le-Erowizjon; ostatecznie doszła do finału, który został rozegrany 13 lutego 2018, i zajęła pierwsze miejsce w głosowaniu telewidzów i jurorów, dzięki czemu została ogłoszona reprezentantką Izraela w 63. Konkursie Piosenki Eurowizji organizowanym w Lizbonie. 11 marca 2018 wydała teledysk do konkursowego utworu „Toy”, który w tekście nawiązywał do akcji #MeToo. Przed konkursem była wskazywana na główną faworytkę do wygranej. 8 maja wystąpiła w pierwszym półfinale konkursu i z pierwszego miejsca awansowała do finału, który został rozegrany 12 maja. Zdobyła w nim pierwsze miejsce po zdobyciu 529 punktów, w tym 317 pkt od telewidzów (1. miejsce) i 212 pkt od jurorów (3. miejsce).

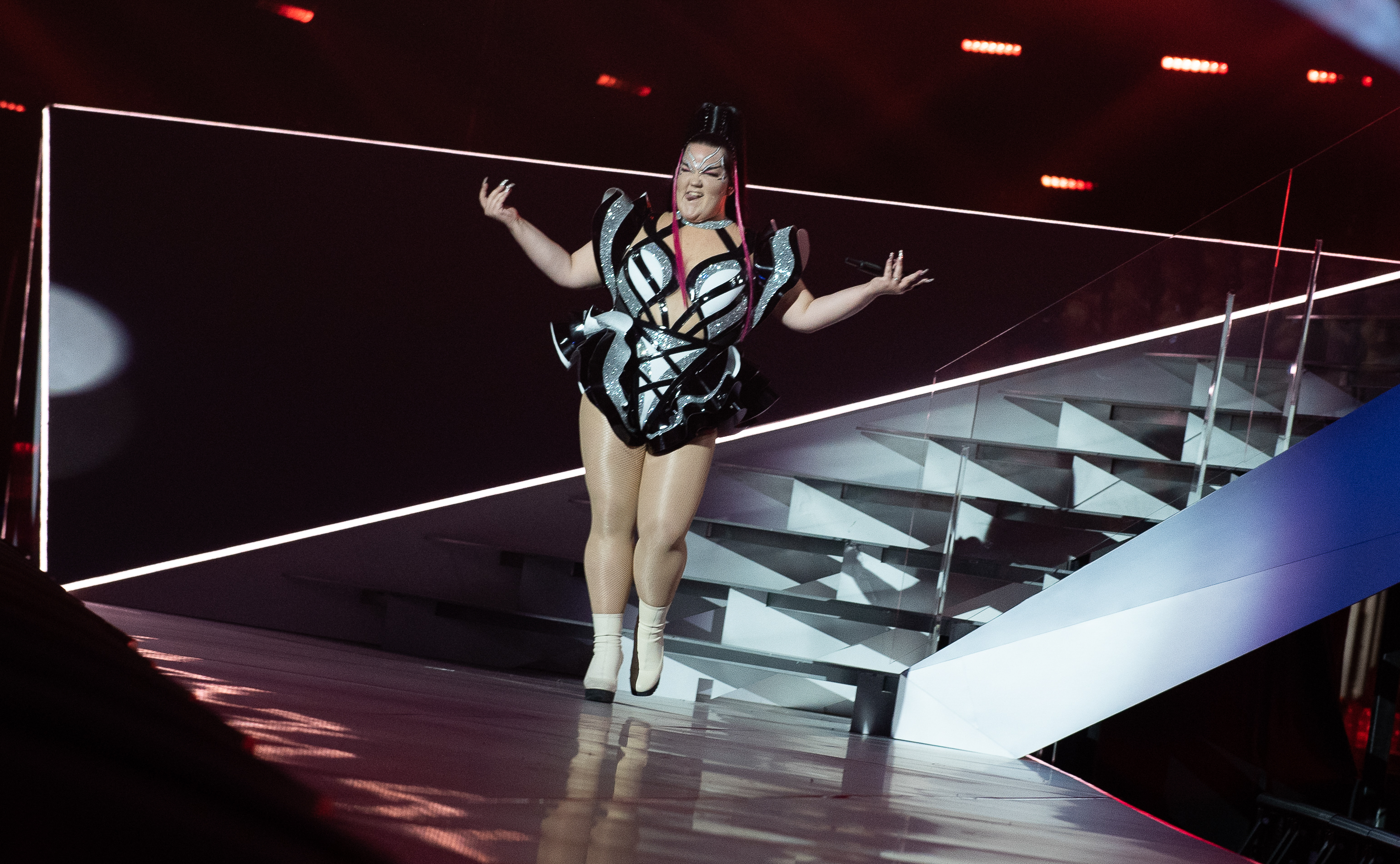
Netta Barzilai na Konkursie Piosenki Eurowizji 2019

1 lutego 2019 opublikowała teledysk do utworu „Bassa Sababa”, będący połączeniem współczesnej muzyki elektronicznej oraz rocka lat 70. XX wieku. Akcja wideoklipu, wyreżyserowanego przez Raya Rozę i nakręconego na Ukrainie, rozpoczyna się "ślubem" Netty, która została porzucona przed ołtarzem, po czym rozpoczyna zemstę na niedoszłym mężu. Utwór dotarł do pierwszego miejsce na liście przebojów w Popnable, na której utrzymał się łącznie przez 18 tygodni. Piosenka doczekała się także sześciu oficjalnych remiksów, które wykonali: Gromee, Mike Cruz, Wild Culture, Riddler, Mike Cruz Radio Mix oraz Dalit Rechester. 9 maja 2019 opublikowała singel „Nana Banana”, w którego zwrotkach opowiada, że po wygraniu Konkursu Piosenki Eurowizji zmieniła swoje życie i rozpoczęła poszukiwania bezpiecznego miejsca poza strefą komfortu. Utwór wykonała na żywo m.in. podczas 64. Konkursu Piosenki Eurowizji organizowanego w Tel Awiwie.

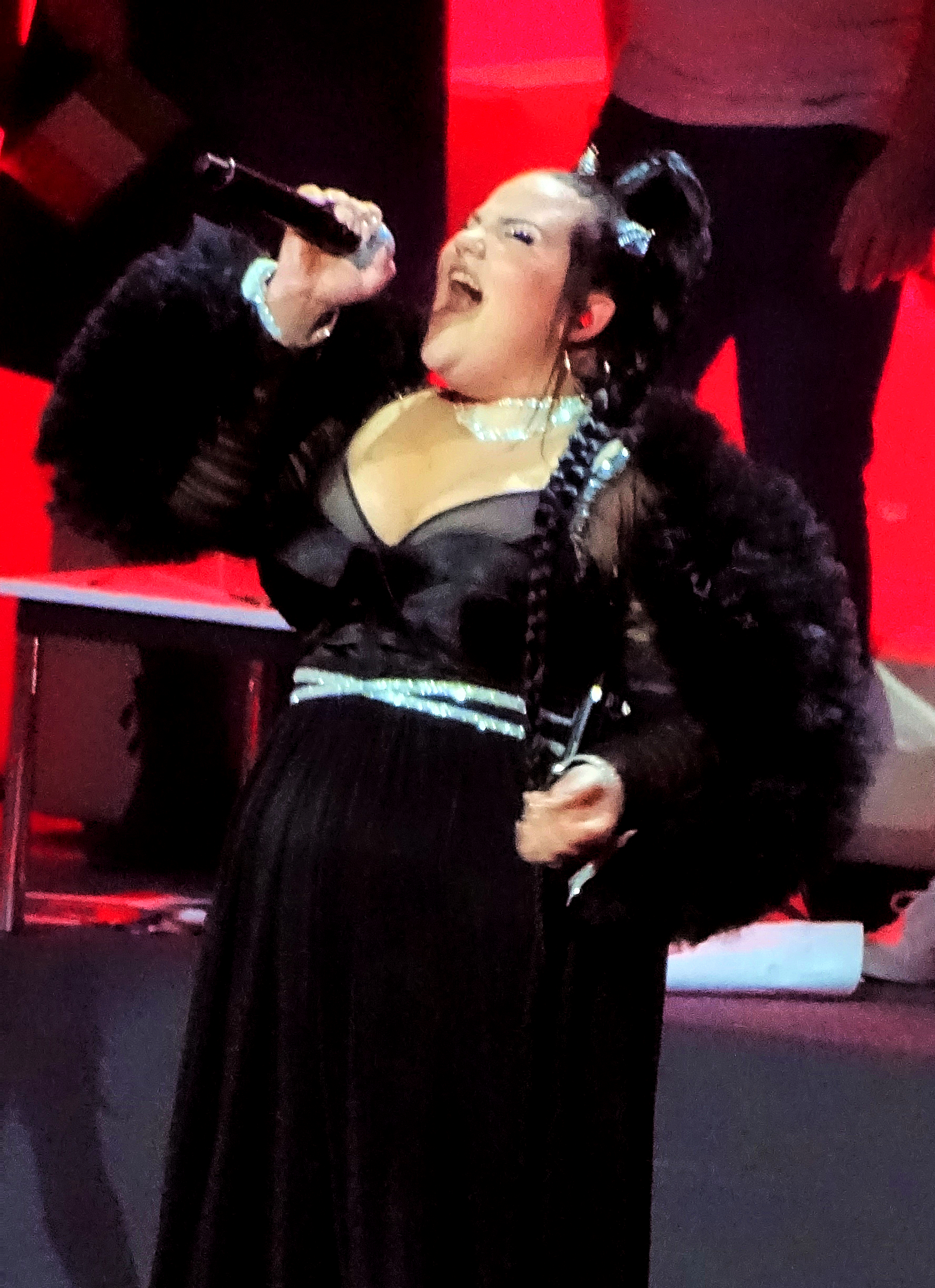
Netta Barzilai na festiwalu Het Grote Songfestivalfeest

7 lutego 2020 opublikowała singel „Ricky Lake”, będący połączeniem gatunku eksperymentalny pop oraz awangardowego rocka. Głównym tematem piosenki jest pewność siebie i brak akceptacji na to, by inni cię poniżali. Również w 2020 zagrała w serialu Mo'adon Layla. 16 maja zaprezentowała singel „Cuckoo”, który doczekał się dwóch wersji: Official Music Box Video – domowe wideo, w którym akompaniament tworzy pozytywka, oraz Official Studio Video – elektroniczna wersja studyjna. Utwór stworzyła w duecie z Krystą Youngs, a premierowo zaprezentowała podczas wirtualnego koncertu eurowizyjnego Światło dla Europy. 12 czerwca wydała kolejny teledysk do singla. W grudniu 2020 wydała cover utworu Boba Dylana „The Times They Are A-Changin'”, którym promowała swój drugi minialbum pt. The Best of NETTA’s Office Vol. 1.
W 2021 nagrała utwór „Moustache” z rosyjskim zespołem Little Big. Wspólnie nagrali także teledysk do piosenki, który pierwszego dnia po premierze osiągnął prawie 1 mln odsłon w serwisie YouTube. Również w 2021 wydała singel „CEO” z dwoma utworami: „Dum” i tytułowym. W 2022 wydała singel „I Love My Nails” wraz z teledyskiem tekstowym.

## Życie prywatne
Pozostaje w nieformalnym związku z Ilanem Benem Orem.

## Trasy koncertowe
Najwięcej występów publicznych odbyła tuż po wygranej 63. Konkursu Piosenki Eurowizji. Koncertowała wtedy po całej Europie, m.in. w Wiedniu, Zurychu, Berlinie, Paryżu, Kolonii i Londynie. W 2018 wystąpiła w Polsce na festiwalach Magiczne zakończenie wakacji w Kielcach i Przebój lata RMF FM i Polsatu. W 2019 zagrała koncert w Kijowie. W 2020 planowała występować na sześciu koncertach w Polsce (Poznań, Warszawa, Gdańsk), lecz koncerty zostały odwołane z powodu rozprzestrzeniania się wirusa SARS-CoV-2 na świecie. Planowane są jeszcze dwa występy Netty na terenie Meksyku.

## Upamiętnienia

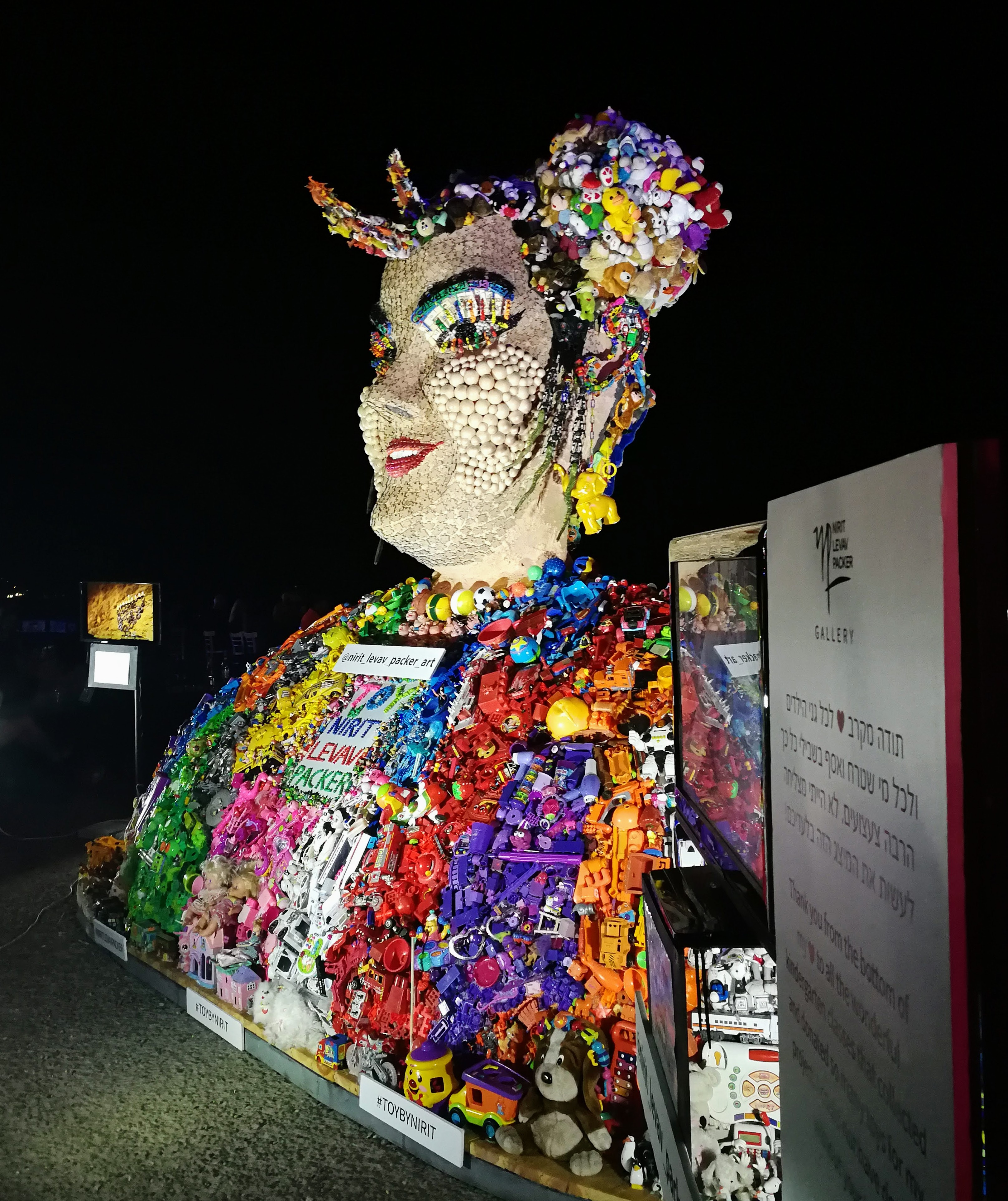
Rzeźba przedstawiająca Nettę w galerii Nirit Levav Packer

Po wygraniu przez Nettę Konkursu Piosenki Eurowizji powstała przedstawiająca ją rzeźba, która została postawiona w galerii Nirit Levav Packer.
Jej piosenki pojawiają się w grach z serii Just Dance: Just Dance 2019 („Toy”) i Just Dance 2020 („Bassa Sababa”).

## Dyskografia

### Minialbumy
| Rok                                                     | Dane dot. albumu | Najwyższe pozycje na listach przebojów | Najwyższe pozycje na listach przebojów | Najwyższe pozycje na listach przebojów | Najwyższe pozycje na listach przebojów | Najwyższe pozycje na listach przebojów | Najwyższe pozycje na listach przebojów | Najwyższe pozycje na listach przebojów | Najwyższe pozycje na listach przebojów | Najwyższe pozycje na listach przebojów | Najwyższe pozycje na listach przebojów | Najwyższe pozycje na listach przebojów | Najwyższe pozycje na listach przebojów | Najwyższe pozycje na listach przebojów | Najwyższe pozycje na listach przebojów | Najwyższe pozycje na listach przebojów |
| Rok                                                     | Dane dot. albumu | ISR                                    | AZE                                    | BEL                                    | ICE                                    | URU                                    | SRB                                    | CAN                                    | CHL                                    | DNK                                    | ESP                                    | FRA                                    | ITA                                    | NLD                                    | IND                                    | TUR                                    |
| Rok                                                     | Dane dot. albumu | Apple Music                            | Apple Music                            | Apple Music                            | Apple Music                            | Apple Music                            | Apple Music                            | iTunes                                 | iTunes                                 | iTunes                                 | iTunes                                 | iTunes                                 | iTunes                                 | iTunes                                 | iTunes                                 | iTunes                                 |
| ------------------------------------------------------- | --- | -------------------------------------- | -------------------------------------- | -------------------------------------- | -------------------------------------- | -------------------------------------- | -------------------------------------- | -------------------------------------- | -------------------------------------- | -------------------------------------- | -------------------------------------- | -------------------------------------- | -------------------------------------- | -------------------------------------- | -------------------------------------- | -------------------------------------- |
| 2020                                                    | Goody Bag - Wydany: 25 czerwca 2020 - Wydawnictwo: Tedy Productions - Format: digital download, media strumieniowe                               | 146                                    | –                                      | –                                      | 55                                     | 34                                     | –                                      | 69                                     | 12                                     | 9                                      | –                                      | 135                                    | 65                                     | 55                                     | 6                                      | 29                                     |
| 2020                                                    | The Best of Netta's Office, Vol. 1 - Wydany: 18 grudnia 2020 - Wydawnictwo: Tedy Productions, BMG - Format: digital download, media strumieniowe | 26                                     | 36                                     | 189                                    | –                                      | –                                      | 171                                    | 30                                     | 1                                      | –                                      | 59                                     | –                                      | –                                      | 75                                     | –                                      | –                                      |
| „–” oznacza, że album nie był notowany na danej liście. | |                                        |                                        |                                        |                                        |                                        |                                        |                                        |                                        |                                        |                                        |                                        |                                        |                                        |                                        |                                        |

### Remix albumy
| Rok  | Dane dot. albumu | Najwyższe pozycje na listach przebojów | Najwyższe pozycje na listach przebojów | Najwyższe pozycje na listach przebojów | Najwyższe pozycje na listach przebojów | Najwyższe pozycje na listach przebojów |
| Rok  | Dane dot. albumu | DNK                                    | BEL                                    | ISR                                    | GRE                                    | ITA                                    |
| Rok  | Dane dot. albumu | Apple Music                            | Apple Music                            | iTunes                                 | iTunes                                 | iTunes                                 |
| ---- | --- | -------------------------------------- | -------------------------------------- | -------------------------------------- | -------------------------------------- | -------------------------------------- |
| 2018 | Bassa Sababa (Global Remixes) - Wydany: 18 grudnia 2020 - Wydawnictwo: Tedy Productions, BMG - Format: digital download, media strumieniowe | 36                                     | 15                                     | 6                                      | 6                                      | 164                                    |

### Single

#### Jako główna artystka
| Rok                                                       | Tytuł                                   | Najwyższe pozycje na listach | Najwyższe pozycje na listach | Najwyższe pozycje na listach | Najwyższe pozycje na listach | Najwyższe pozycje na listach | Najwyższe pozycje na listach | Najwyższe pozycje na listach | Najwyższe pozycje na listach | Najwyższe pozycje na listach | Najwyższe pozycje na listach | Certyfikat                                   | Sprzedaż                       | Album                              |
| Rok                                                       | Tytuł                                   | ISR                          | AUT                          | BEL (Fl)                     | FIN                          | FRA                          | GER                          | NOR                          | SWE                          | WNP                          | WNP                          | Certyfikat                                   | Sprzedaż                       | Album                              |
| Rok                                                       | Tytuł                                   | ISR                          | AUT                          | BEL (Fl)                     | FIN                          | FRA                          | GER                          | NOR                          | SWE                          | Radio                        | Radio & Youtube              | Certyfikat                                   | Sprzedaż                       | Album                              |
| --------------------------------------------------------- | --------------------------------------- | ---------------------------- | ---------------------------- | ---------------------------- | ---------------------------- | ---------------------------- | ---------------------------- | ---------------------------- | ---------------------------- | ---------------------------- | ---------------------------- | -------------------------------------------- | ------------------------------ | ---------------------------------- |
| 2018                                                      | „Toy”                                   | 1                            | 15                           | 29                           | 10                           | 117                          | 19                           | 19                           | 5                            | 612                          | 786                          | - BRA: 3x platynowa płyta - POL: złota płyta | - BRA: 120 000+ - POL: 25 000+ | Goody Bag                          |
| 2019                                                      | „Bassa Sababa”                          | 1                            | –                            | –                            | –                            | –                            | –                            | –                            | –                            | –                            | –                            |                                              |                                | Goody Bag                          |
| 2019                                                      | „Nana Banana”                           | 1                            | –                            | –                            | –                            | –                            | –                            | –                            | –                            | 15                           | 12                           |                                              |                                | Goody Bag                          |
| 2019                                                      | „Beg” (oraz Omer Adam)                  | 1                            | –                            | –                            | –                            | –                            | –                            | –                            | –                            | –                            | –                            |                                              |                                | Omer                               |
| 2020                                                      | „Ricki Lake”                            | 1                            | –                            | –                            | –                            | –                            | –                            | –                            | –                            | –                            | –                            |                                              |                                | Goody Bag                          |
| 2020                                                      | „Cuckoo” (Official Studio Version)      | 1                            | –                            | –                            | –                            | –                            | –                            | –                            | –                            | –                            | –                            |                                              |                                | Goody Bag                          |
| 2020                                                      | „Cuckoo” (Official Music Box)           | 1                            | –                            | –                            | –                            | –                            | –                            | –                            | –                            | –                            | –                            |                                              |                                | Goody Bag                          |
| 2020                                                      | „The Times They Are A-Changin'” (cover) | –                            | –                            | –                            | –                            | –                            | –                            | –                            | –                            | –                            | –                            |                                              |                                | The Best of Netta’s Office, Vol. 1 |
| 2021                                                      | „Efes Ma'amatz” (oraz Static & Ben El)  | 1                            | –                            | –                            | –                            | –                            | –                            | –                            | –                            | –                            | –                            |                                              |                                | –                                  |
| 2021                                                      | „CEO”                                   | –                            | –                            | –                            | –                            | –                            | –                            | –                            | –                            | –                            | –                            |                                              |                                | –                                  |
| 2022                                                      | „I Love My Nails”                       | –                            | –                            | –                            | –                            | –                            | –                            | –                            | –                            | –                            | –                            |                                              |                                | –                                  |
| „–” oznacza, że singiel nie był notowany na danej liście. |                                         |                              |                              |                              |                              |                              |                              |                              |                              |                              |                              |                                              |                                |                                    |

#### Jako artystka gościnna
| Rok                                                       | Tytuł                         | Najwyższe pozycje na listach | Najwyższe pozycje na listach | Album |
| Rok                                                       | Tytuł                         | WNP                          | WNP                          | Album |
| Rok                                                       | Tytuł                         | Radio & Youtube              | Youtube                      | Album |
| --------------------------------------------------------- | ----------------------------- | ---------------------------- | ---------------------------- | ----- |
| 2021                                                      | „Moustache” (oraz Little Big) | 38                           | 2                            | –     |
| „–” oznacza, że singiel nie był notowany na danej liście. |                               |                              |                              |       |

### Inne notowane utwory
| Rok                                                       | Tytuł                         | Najwyższe pozycje na listach | Najwyższe pozycje na listach | Album                         |
| Rok                                                       | Tytuł                         | POL                          | ISR (Spotify)                | Album                         |
| --------------------------------------------------------- | ----------------------------- | ---------------------------- | ---------------------------- | ----------------------------- |
| 2018                                                      | „Toy” (Chen Leiba Remix)      | –                            | 93                           | Toy (Chen Leiba Remixes)      |
| 2019                                                      | „Bassa Sababa” (Gromee Remix) | 23                           | –                            | Bassa Sababa (Global Remixes) |
| „–” oznacza, że singiel nie był notowany na danej liście. |                               |                              |                              |                               |

## Filmografia

### Programy telewizyjne
- 2021: The X Factor Israel(inne języki) (izraelska wersja X Factor) jako jurorka[76][77]

## Nagrody
| Rok  | Konkurs                         | Rezultat |
| ---- | ------------------------------- | -------- |
| 2018 | HaKochaw HaBa                   | Wygrana  |
| 2018 | Konkurs Piosenki Eurowizji 2018 | Wygrana  |